# Рубінштейн Лев Семенович
Рубінштейн Лев Семенович (19 лютого 1947, Москва — 14 січня 2024, Москва) — російський поет, літературний критик, публіцист і есеїст, культурний і суспільний діяч єврейського походження. Один з засновників жанру російського концептуалізму.

## Біографія
Закінчив філологічний факультет Московського державного заочного педагогічного інституту (нині — МДГУ імені М. А. Шолохова), довгий час працював бібліографом. Літературою займався з кінця 1960-х років; на початку 1970-х почав розробляти власну стилістику мінімалізму. Під впливом роботи з бібліотечними картками з середини 1970-х років створив власний жанр, що виник на кордоні вербальних, образотворчих і перформативних мистецтв — жанр «картотеки». Один з основоположників і лідерів московського концептуалізму (поряд із Всеволодом Некрасовим та Дмитром Олександровичем Пріговим).
Учасник багатьох поетичних і музичних фестивалів, художніх виставок та акцій. Перші публікації (по-російськи і в перекладах) з'явилися на Заході наприкінці 1970-х років. Перші публікації у Росії — з кінця 1980-х. Книги і тексти Рубінштейна перекладені на основні європейські мови. У 1994 році був стипендіатом DAAD в Берліні. Колишній оглядач «Підсумків» і «Щотижневого журналу». Був постіним колумністом Стенгазети.нет та Граней.ру.
У березні 2022 року підписав відкритий лист із засудженням російського вторгнення в Україну.
8 січня 2024 року Рубінштейна збив автомобіль у Москві, його було госпіталізовано у важкому стані, після операції його ввели у штучний стан коми. Помер 14 січня 2024 року. Проти водія, який збив Рубінштейна, порушено кримінальну справу.

## Премії та нагороди
- Лауреат премії Андрія Білого (1999)
- Лауреат літературної премії «НОС-2012»